# Tunica (Misisipi)
Tunica es un pueblo ubicado en el estado de Misisipi, en los Estados Unidos. Es sede del condado de Tunica. En el año 2000 tenía una población de 1132 habitantes en una superficie de 1.8 km², con una densidad poblacional de 613,3 personas por km². 

## Historia
Tunia es la cuarta comunidad que sirvió como sede del condado de Tunica, sucediendo como sede a Commerce (1839-1842, 1842-1847), Peyton (1842, temporalmente) y Austin (1847-1888).
Tunica adquirió atención nacional por su barrio conocido como "Sugar Ditch Alley" (El Callejón de la Zanja de Azúcar), conocido por su alcantarilla abierta. Su fortuna ha mejorado desde entonces con el desarrollo de un casino en la zona cercana. Aunque el crecimiento demográfico se ha producido en gran parte fuera de la propia población de Tunica, el casino proporciona trabajo a muchos ciudadanos de la zona y atrae a visitantes de Memphis, West Memphis y de todo el sudeste de los Estados Unidos.

## Geografía
Tunica se encuentra ubicado en las coordenadas 34°41′20″N 90°22′50″O / 34.68889, -90.38056. Según la Oficina del Censo, el pueblo tiene un área total de 1,8 km² (0,7 mi²), de la cual 1,8 km² (0,7 mi²) es tierra y 0 km² (0 mi²) es agua.

## Demografía
Para el censo de 2000, había 1.132 personas, 537 hogares y 254 familias en la ciudad. La densidad de población era de 613,3 hab/km².
En el 2000 la renta per cápita media de los hogares era de $ 26.607 y el ingreso medio para una familia era de $54.583. El ingreso per cápita para la localidad era de $20.114. En 2000 los hombres tenían un ingreso per cápita de $30.208 contra $22.250 de las mujeres. Alrededor del 25.5% de la población estaba por debajo del umbral de pobreza nacional. 

## Personas destacadas
- James Cotton, músico de blues y armónica en el grupo de Muddy Waters
- Parker Hall, el jugador de fútbol americano Más Valorado en 1939 en la Liga de Fútbol Nacional de Estados Unidos.
- Charlaine Harris, autora de superventas de romance, terror e intriga.
- Benardrick McKinney, jugador de fútbol americano de los Houston Texas en la Liga Nacional de Fútbol de los Estados Unidos.